# Freigericht-Ost
Der See Freigericht-Ost, auch Kahler Campingsee oder Ostsee genannt, ist ein Baggersee bei Kahl am Main im Landkreis Aschaffenburg in Bayern. Er wird fälschlicherweise oft auch nur Kahler See genannt, was jedoch der Nachtweidesee südöstlich ist.

## Beschreibung
Freigericht-Ost ist der drittgrößte See in Unterfranken und liegt nördlich von Kahl. Er ist der Ostsee der beiden Freigerichtseen. Die Staatsstraße 3308 (früher Bundesstraße 8) trennt ihn vom See Freigericht-West (Westsee). Einige Bereiche am See sind in Privatbesitz. Er ist 29 ha groß und gehört zur Kahler Seenplatte. Nördlich grenzt direkt der Weihertannensee und dahinter der Schloßsee und der Lindensee. Vor dem Beginn der Baggerarbeiten befand sich am heutigen Platz des Sees ein versumpftes Gebiet, in dem Torfstich betrieben wurde. Durch dieses Gebiet verlief der Weihergraben in Richtung Schifflache.
Der See entstand aus einem Braunkohletagebau, der „Grube Freigericht-Ost“, die von 1928 bis 1932 in Betrieb war. Die Gruben „Ost“ und „West“ vergrößerten sich, so dass aus beiden eine große zusammenhängende Grube wurde. Als der Abbau der vorhandenen Braunkohle unwirtschaftlich geworden war, stellte man die Förderung ein und überließ die Grube Freigericht ihrem Schicksal. Da das einströmende Grundwasser nicht mehr abgepumpt wurde, füllte sich die Anlage in 2 Jahren vollständig mit Wasser. Von 1937 bis 1956 diente sie der Gemeinde Kahl als Kiesgrube. Wie für ehemalige Gruben nicht ungewöhnlich, fallen die Ufer sehr steil ab. Auch heute noch sind die beiden Freigerichtseen durch ein Rohr unterirdisch miteinander verbunden. 1959 wurde der Campingbetrieb aufgenommen.
Heute ist der Campingplatz mit über 800 Dauerstellplätzen und 40 Touristikplätzen  das größte Freizeitzentrum der Region.